# اس‌اس کارزبرک
اس‌اس کارزبرک (به انگلیسی: SS Carsbreck) یک زیردریایی بود که طول آن ۳۵۲٫۶ فوت (۱۰۷٫۵ متر) بود. این زیردریایی در سال ۱۹۳۶ ساخته شد.